# Риссне (электродепо)
«Риссне» (швед. Rissnedepån) — депо Стокгольмского метрополитена, обслуживает Синюю линию.
Расположено между районами Rinkeby и Халлонберген. С 1975 по 1977 год можно было въехать в депо с стороны станции «Риссне», а с 1977 года можно въехать со стороны станции «Халлонберген».
Возможно в 2015 году будет обслуживать маршрут Tvärbanan ответвления Шиста-Баллстабро.